# V-teken

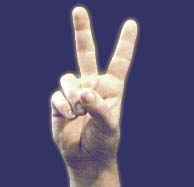
Het V-teken

Het V-teken is een handgebaar waarbij men de wijsvinger en middelvinger tegelijk opsteekt in een V-vorm, terwijl de andere vingers worden gebogen. Het teken kan op meerdere manieren worden gebruikt, in zowel positieve als negatieve zin. Het teken verwierf vooral bekendheid door Winston Churchill, die het tijdens de Tweede Wereldoorlog gebruikte als overwinningsteken. In de jaren 1960 werd het ook een bekend symbool voor vrede.

## Ontstaan

Winston Churchill maakt het V-teken.

De bedenker van het V-teken was de Belg Victor de Laveleye. Hij was naar Londen gevlucht en werkte er voor de op België gerichte uitzendingen van de BBC. Op 14 januari 1941 riep Laveleye in zijn programma alle Belgen op om de letter 'V' te gebruiken als teken van verzet. De 'V' stond voor "victoire" in het Frans en voor "vrijheid" in het Nederlands. Binnen enkele weken begonnen er V's te verschijnen op muren over heel België, Nederland en Noord-Frankrijk. De V-campagne verspreidde zich over Europa en werd wereldberoemd toen Churchill op 19 juli 1941 het teken op televisie maakte.

## Hedendaags gebruik

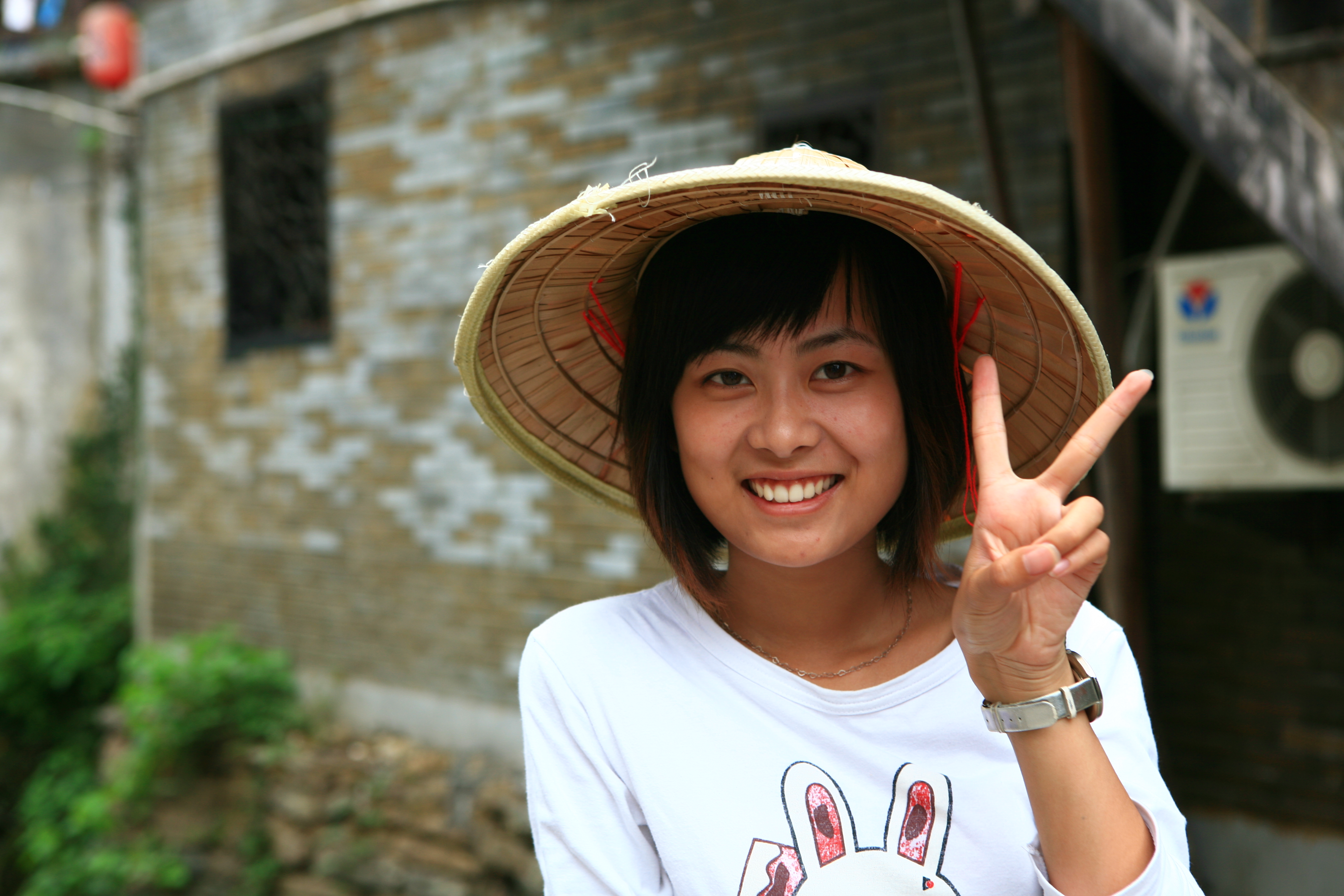
Chinees meisje maakt het V-teken

- Met de palm van de hand naar iemand gericht:
  - Twee – een non-verbaal teken voor de hoeveelheid twee.
  - Victory – als teken van overwinning. In deze betekenis werd het teken vooral bekend door Winston Churchill.
  - Vrede of vriend – wordt in deze zin wereldwijd gebruikt door vredesbewegingen.
  - Time-out bij kinderspelen in Vlaanderen.
  - Ezelsoren – hierbij maakt men het teken vlak achter iemands hoofd waardoor men de twee vingers boven het hoofd van deze persoon ziet uitsteken. Dit is een milde belediging of plagerij, de ander wordt voor ezel uitgemaakt. Vooral populair als grapje op groepsfoto’s.
  - Girl Power. Door de Spice Girls geïntroduceerd in 1995.
- Met de rug van de hand naar iemand gericht:
  - Twee – zelfde betekenis als hierboven.
  - Belediging – wordt vooral in het Verenigd Koninkrijk, Ierland, Zuid-Afrika, Australië, Wit-Rusland en Nieuw-Zeeland gezien als een beledigend teken. Wordt vaak vergeleken met het opsteken van de middelvinger.
  - Vrede; het teken kan in de Verenigde Staten altijd voor vrede worden gebruikt, ongeacht welke kant van de hand naar iemand wordt gericht.
  - Vagina – hierbij wordt het teken tegen de mond gemaakt om orale seks aan te duiden.
  - 'Vo -  hierbij wordt het teken rechts naast een open mond gehouden, kort voor bravo.
- In gebruik met andere tekens:
  - Aanhalingstekens – hierbij maakt men het gebaar met beide handen tegelijk, en kromt de twee opgestoken vingers bij het uitspreken van een bepaald woord om zo een citaat te benadrukken of aan te geven dat dit woord ironisch bedoeld is.[1]
  - De letter V, in Amerikaanse Gebarentaal – gebruikt bij het spellen van letters.[2]

## V-teken als belediging
Het V-teken met de rug van de hand naar iemand gericht wordt zeker in Engeland al lange tijd gezien als een belediging. Vaak wordt bij deze vorm van het V-teken de pols ook op en neer bewogen. Het gebruik van dit gebaar als belediging beperkt zich voornamelijk tot het Verenigd Koninkrijk, Australië, Ierland en Nieuw-Zeeland.
Een van de oudste bronnen over het gebruik van het V-teken stamt uit het Macclesfield Psalter uit circa 1330. Volgens een bekend volksverhaal zou het symbool zijn afgeleid van het gebaar van een boogschutter die vocht in het Engelse leger tijdens de Slag bij Azincourt. Volgens de legende wilden de Fransen indien zij de slag wonnen bij alle gevangen Britten de wijs- en middelvingers afsnijden zodat ze niet langer een boog konden hanteren. De Britten wonnen echter, waarna ze de Fransen bij wijze van spot de twee vingers lieten zien.
Het oudste duidelijke bewijs voor het gebruik van het V-teken als belediging komt uit het begin van de 20e eeuw. In 1901 gebruikte een werker buiten Parkgate ironworks in Rotherham het gebaar uit onvrede over het feit dat hij gefilmd werd.

## V-teken voor overwinning en vrede

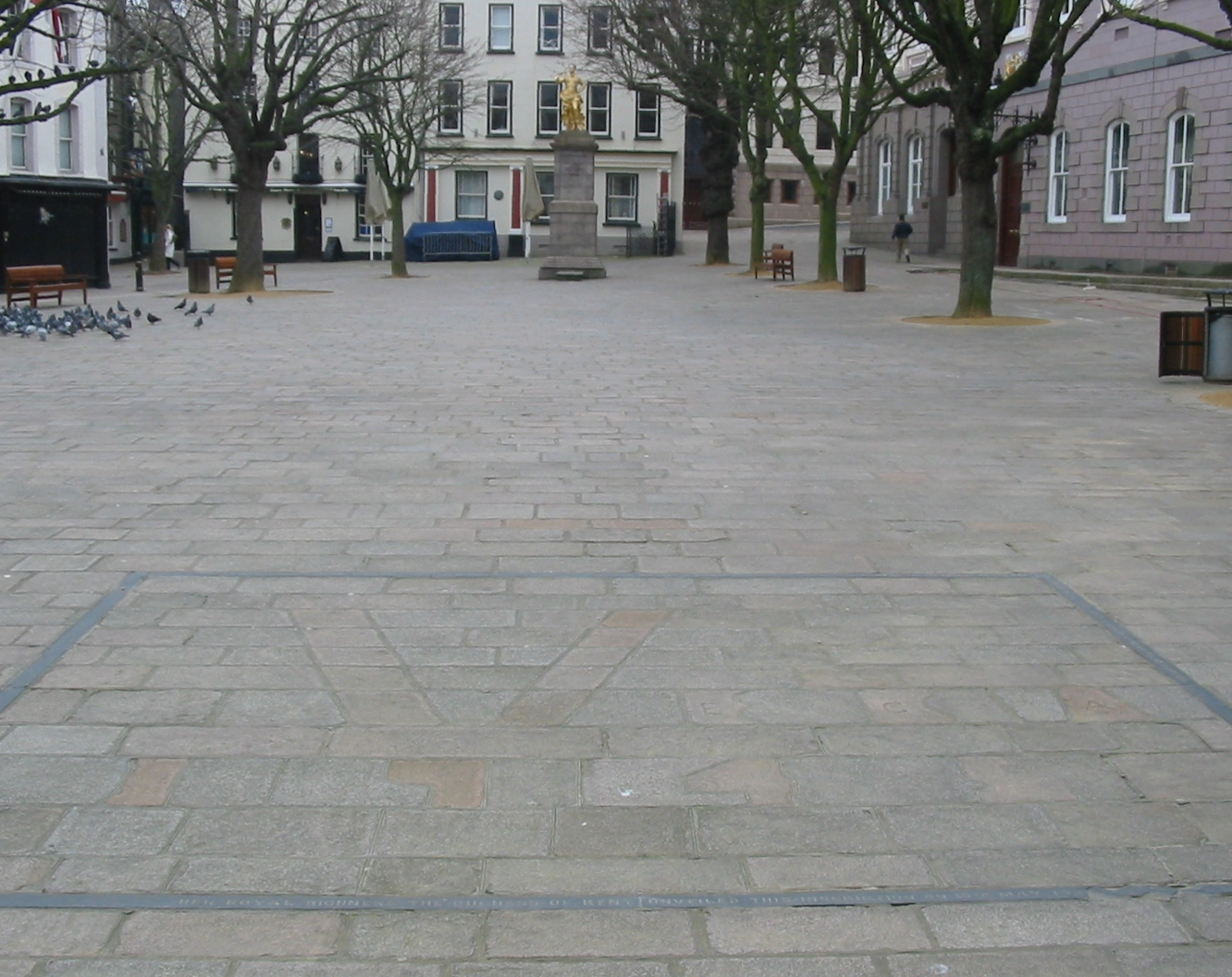
Tijdens de Duitse bezetting van Jersey verwerkte een stratenmaker het V-teken in een stuk van Royal Square.

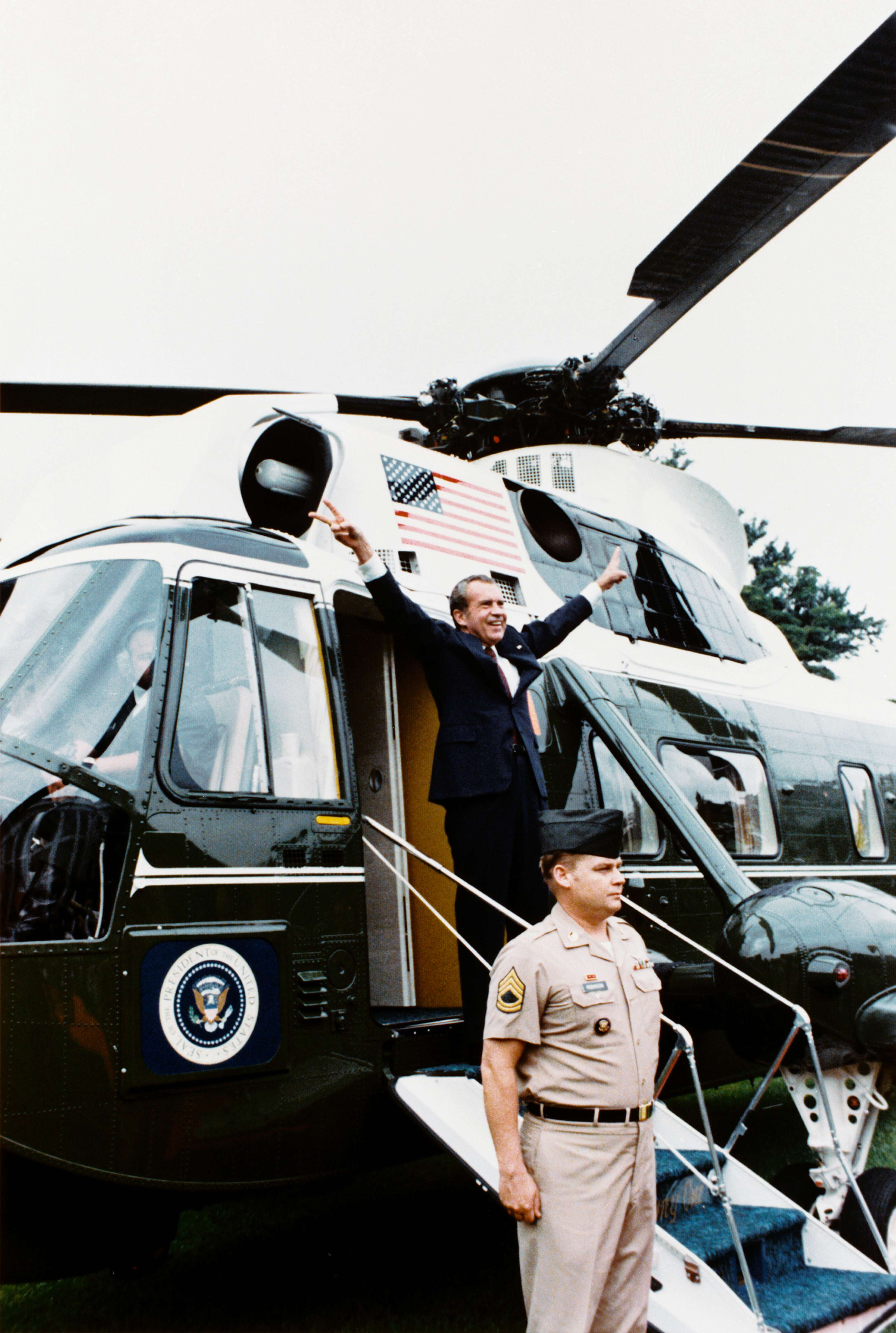
Nixon verlaat het Witte Huis op 9 augustus 1974.

Tijdens de Tweede Wereldoorlog, op 14 januari 1941, riep Victor de Laveleye, de Franstalige omroeper van Radio België (de Belgische uitzendingen van de BBC), de Belgische bevolking op de letter V te gebruiken als symbool van verzet tegen de Duitse bezetting. V stond voor victoire in het Frans en vrijheid in het Nederlands. In de daaropvolgende weken werden overal V's op muren geschilderd, in België maar ook in Nederland.
De BBC besliste daarop het gebruik van de letter V (voor Victory) te gebruiken in een anti-Duitse campagne. Vanaf 27 juni 1941 begonnen de BBC-uitzendingen naar Europa met het morseteken voor V (...-), vergezeld van de begintonen van de vijfde symfonie van Beethoven (die overeenkomen met datzelfde morseteken).
Nadat het gebruik van dit symbool zich in juli 1941 in Europa had verspreid, begon de Britse eerste minister Winston Churchill op 19 juli het V-teken met zijn vingers te maken. Aanvankelijk maakte hij het gebaar met de handpalm naar binnen gericht, maar later - toen men hem gewezen had op de negatieve betekenis van dit gebaar - begon hij het met de handpalm naar buiten te doen. Het werd sindsdien zijn handelsmerk.
De Duitsers reageerden door te propageren dat de V stond voor de Duitse overwinningen. Stond ergens een V op een muur geschilderd, dan wist men niet meer of dat geallieerde of Duitse propaganda was. Overigens zij gezegd dat voor de Duitsers de letter S (van Sieg) meer voor de hand had gelegen.
De Amerikaanse president Richard Nixon gebruikte het V-teken eveneens als teken van overwinning. Het werd een van zijn bekendste kenmerken en hij bleef het ook na zijn ambtsperiode gebruiken.
Het teken werd gebruikt bij protesten tegen de Vietnamoorlog en werd later ook overgenomen voor andere anti-oorlogprotesten. Vooral hippies gebruikten het teken in combinatie met de uitspraak "Peace", zodat het stond voor "Peace with Victory" en daardoor verkeerd begrepen bekend werd als "vredesteken".
Het teken duikt regelmatig op bij de Vlaamse beweging, met name bij Vlaams-nationalistische partijen. Voor de Belgische federale verkiezingen 2014 en Vlaamse verkiezingen 2014 werd het teken door de Nieuw-Vlaamse Alliantie (N-VA) prominent in hun campagne gebruikt. Het teken werd op Twitter door een voorzitter van CD&V vergeleken met "een nieuwe Hitlergroet", maar ze bood al snel haar excuses aan na een storm van kritiek. De N-VA won de verkiezingen, en werd met 43 zetels de grootste partij in de geschiedenis van het Vlaams Parlement.

## Overig
- In Unicode is het symbool voor het V-teken "Victory Hand" U+270C (✌).
- Bij de welpen speltak van scouting wordt het V-teken gebruikt om te salueren.